# 亚历山大图书馆
亞歷山大圖書館（羅馬化：Bibliothḗkē tês Alexandreíās），又稱亞歷山大圖書館，位於埃及亞歷山卓，曾是世界上最大的圖書館。由埃及托勒密王朝的國王托勒密一世在公元前3世紀所建造，後來慘遭火災，因而被摧毀。它實際是什麼模樣無人知曉，因為它連一個石塊實物都沒有留下，今人只能從歷史文獻的零星記載中了解，而大量考古發掘似乎也無確鑿線索。在公元2002年於原址附近重新建立的新亞歷山大圖書館，則是地中海沿岸主要的圖書館及文化中心之一。它同時代表著對亞歷山大圖書館的紀念及振興學術文化的嘗試。

## 創建
古希臘最重要的圖書館不在希臘本土，而是在埃及。亞歷山大大帝（公元前356-323年）征服西方世界後，在尼羅河口建立亞歷山大城，其後托勒密王朝將之發展成重要的文化中心。亞歷山大圖書館即為希臘時代最著名的圖書館，由托勒密王朝的托勒密一世（公元前367?-283年）於公元前259年創建，經二世、三世擴充而成為希臘文化的知識中心。

### 總館與分館
亞歷山大圖書館之總館設在布魯卻姆（Brucheium），此圖書館與亞歷山大博物館及一所學術院同在一大棟建築物內。不久，總館發展迅速，托勒密二世（公元前309?-247?）又在塞拉比斯神廟（Temples of Serapis）另設一分館。

## 館藏規模與收藏圖書

### 館藏收集方式
根據零星歷史文獻記載，托勒密王朝以亞里斯多德的學園為樣板，透過重金收購、雇人抄寫、掠奪和兼併等手段（如，來往亞歷山大港的各地商船都被扣留下來，直到船上的所有書稿、手稿被埃及人抄下來才允許離開；複製與埃及王國交好的其他國家的書卷；派遣圖書館工作人員到遠方購買成套的經典等），在亞歷山大城建立了舉世無雙、當時世界上藏書最多、文種最多、書目記錄最全的亞歷山大圖書館。
該館成立的目的是要成為國際性的希臘研究中心，館藏內容包括所有希臘文學和希臘化世界（地中海、中東及印度等地）的語言翻譯成希臘文的作品。為了增加藏書，凡亞歷山大所有之書籍，皆抄繕複本藏於館內，因此該館收藏了所有希臘世界各地區的手抄本，且圖書館建成後，各方學者聞風而來從事研究，利用埃及的紙草紙，促進書籍的翻譯、利用和出版。希臘、波斯、希伯來和印度的手抄本，也陸續從亞洲及希臘各地輸入。亞歷山大圖書館的手抄本成為希臘世界的標準版本。

### 館藏量與收藏內容主題
在鼎盛時期，圖書館藏書量達70萬卷，僅圖書目錄就達120卷，絕大部分放置在總館宮廷內，小部分則存放在分館六翼天使神廟內，但僅分館之藏書也有四萬卷之多。館內收藏了當時地中海沿岸古埃及、古希臘、古羅馬的大批哲學、詩歌、文學、醫學、宗教、倫理和其他科學著述和孤本書。

### 圖書分類與編目
圖書館內並有專門人員對所收藏書籍進行標記、分類、整理研究，以提高文獻資料的利用效率，並編製了初步的圖書分類法。當時學者認為該館的二項重要任務即在於編纂具有權威性的希臘文學書目，以及整理、校勘前代作家的著作成為標準的紙卷樣式，以大量的儲存。但有關圖書文獻收集、藏書規模、文獻整理、目錄分類等詳細情況，世人卻知甚少，一直是圖書館學者研究的焦點之一。

### 著名收藏
除了保存紀錄，蒐藏各種文字資料外，該館還收藏有以下珍貴作品與資料。
- 古希臘醫師、有西方醫學奠基人之稱的希波克拉底（約公元前460—前377）的許多著述手稿。
- 於公元前270年即提出哥白尼「太陽和地球理論」的古希臘天文學家阿里斯塔克斯之「日心說」理論相關著作。
- 公元前9世紀古希臘著名詩人荷馬的全部詩稿，並首次在圖書館複製和譯成拉丁文字。
- 包括《幾何原本》在內的古希臘數學家歐幾里得的許多真跡原件。
- 古希臘三大悲劇作家的手稿真跡。
- 古希臘哲學科學家亞里斯多德和學者阿基米德等對醫學也有貢獻的學者均有著作手跡留此。
- 第一本希臘文《舊約聖經》的譯稿七十士譯本，在公元前270年左右由七十名猶太學者編譯完成，該聖經是由亞歷山大城內猶太人請求重視希伯來語和閃米特語族中的阿拉姆語，由托勒密二世下令編譯而成。

## 著名館長／館員及其貢獻
亞歷山大城的特殊地理位置，使藏書豐富的亞歷山大圖書館迅速成為當時的科學、文化、哲學、藝術的知識寶庫與傳播站。許多著名的科學家、哲學家、思想家和藝術家紛紛來到這裏，進行研究、講學、著書立說和從事其他學術交流活動，使圖書館享有「世界上最好的學校」的美名，並在整個地中海世界傳播文明長達兩百至八百年。
亞歷山大圖書館內設有數學、醫學、天文學、文學四個部，由國家聘任著名學者在館內從事學術研究，並擔任圖書管理員，成為當時世界上主要的文化與學術中心之一。亞歷山大圖書館歷任的館長或館員均為當時著名學者：
1. 澤諾多托斯是亞歷山大圖書館記錄中的第一任館長，其從托勒密一世晚期開始工作到公元前245年。
2. 著名學者及亞歷山大派詩人代表卡利马科斯（公元前305?－240?年）也曾在亚历山大图书馆中工作过，他曾編纂一份書目《卷錄》（Pinakes（英语：Pinakes (tables)）），共120卷。今有殘卷傳世，分為八大類：演說術、歷史、法律、哲學、醫學、抒情詩、悲劇及雜項。他是第一個編寫圖書目錄之人，並著錄了書名和作者等資訊，有學者認為他是古代第一個目錄學家，因此稱其為「圖書館科學之父」。尽管他为亚历山大图书馆作出了巨大的贡献，但是由于他的文学主张遭到当时主流作家们的排斥，他并未能被授予馆长的职务。
3. 卡利馬科斯之後由埃拉托色尼（公元前275-149年）於公元前235年接任第二任亞歷山大圖書館館長，他擁有非常豐富的地理與年代學（chronology）知識，托勒密三世在任時雇其為家教；
4. 埃拉托色尼下一任館長為阿里斯托芬，他繼續澤諾多托斯的工作，大多在處理希臘詩集有關業務；如荷馬的史詩《伊利亞特》和《奧德賽》，就是先後由澤諾多托斯、阿里斯托芬和阿利斯塔克斯三人在館內費時近百年，最後修訂為各二十四卷出版。
5. 阿里斯托芬後為阿利斯塔克斯，其職責主要在皇室孩童的教育上。然而由於其同時也指導托勒密六世和其弟弟托勒密八世·費斯康，當托勒密八世上位後殺了他兄長成為法老王時，因阿利斯塔克斯曾教導過托勒密六世，而被視為敵人，被迫離開亞歷山大，最後死於公元145年。阿利斯塔克斯之後，沒人知道接下來圖書館歸誰管理。

### 館員重要發明與貢獻
- 數學方面，埃拉托色尼計算出地球圓周，並經過精細觀察，推導出一年365又1/4天的月曆，他也是第一個提出每四年有一年是366天的學者。另一位圖書館員阿基米德則發現了π；
- 天文學方面，埃拉托色尼創造了一個有475顆星斗、44個星座的目錄，幫助埃及水手於地中海航行時的方向導航；
- 力學方面，據說阿基米德發明阿基米德式螺旋抽水機，借用手搖裝置幫助打水；

亞歷山大圖書館在其存在的六百多年中，對古希臘和古羅馬的學術發展，尤其對繁榮圖書出版事業具有重要影響。

## 圖書館消亡之謎
亞歷山大圖書館興盛達數百年之久，托勒密時代是它的全盛時期。然亞歷山大圖書館的消亡卻充滿了神秘，根據為數不多的史料記載，現今人們只知道它先後毀於兩場大火。公元前47年，凱撒征服埃及亞歷山大一戰，焚燬了位於布魯卻姆（Brucheium）之總館，全部珍藏過半被毀。其後安東尼（公元前83?-30年）將由柏加曼城圖書館掠奪之書籍20萬卷贈予埃及女王克娄巴特拉七世（公元前69-30年），以賠償凱撒所焚燬之損失，但不久復被損毀。
在公元紀元後，亞歷山大圖書館日漸式微，其藏書一部分運至羅馬，以充實羅馬圖書館之館藏，然而後來亦毀於3世紀末葉羅馬皇帝奧勒利安統治時期發生的內戰。十八世紀的歷史學大師愛德華·吉朋認為位於塞拉比斯神廟的分館也於公元391年毀於基督教徒之手，導致亞歷山大圖書館的藏書和建築無一倖存。但在今日的學界中亦有提出論述質疑當時摧毀塞拉比斯神廟是否真有其事，此說的憑據之一是在當初基督徒羅馬皇帝狄奧多西下令摧毀神廟的紀錄中並未提及圖書館的存在，此外當代的非基督徒學者薩迪斯的尤納比烏斯（Eunapius of Sardis）對拆毀神廟一事的紀錄中也未提到分館的存在。

## 新亞歷山大圖書館之重建

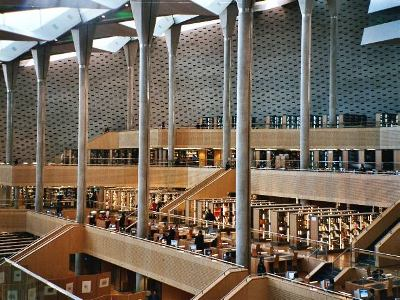
新亞歷山大圖書館內部階梯式設計

1974年──古代亞歷山大圖書館毀後的兩千年──亞歷山大大學的校長Mamdough Lotfi Diowar 提出重建原有古希臘時期位於亞歷山大港旁之「歷史上第一個圖書館—Great Library」的提案。計畫主要目標希望提供一個具有獨特收藏及目標的研究型圖書館，以加強埃及地區的研究資源，並促進國際性的交流。提案在受到埃及政府的支持後，於1989年舉辦國際競圖，共有來自52國、524件作品參加，最後由挪威建築師Snohetta贏得競圖。2002年10月16日，有「世界最佳建築」之稱的新亞歷山大圖書館（Bibliotheca Alexandrina）在埃及總統穆巴拉克主持下正式開館。

## 歷史意義與重要性
「亞歷山大圖書館的歷史命運」一書的作者、史學家穆斯塔法·阿巴迪（Mostafa El-abbadi）教授曾說：「在亞歷山大圖書館建成之前，知識在很大程度上只是地區性的，但自從有了這第一座國際性的圖書館後，知識也就變成國際性的了。」亞歷山大圖書館的歷史意義與價值，不僅體現在對圖書館事業發展與工作的深遠影響上，更體現在知識的創造、傳播和人類文化的傳承上。

### 圖書館事業發展與工作方面
亞歷山大圖書館憑藉君王的重視與優越的地理位置，將圖書、人員、設備、方法完美地融合在一起，締造幾世紀的輝煌，使古代西方圖書館事業發展達到一個高潮，其負起社會文獻資訊整理、貯存與傳遞的任務，推動文明的高度發展。最終並將圖書館工作發展成為一種事業，引起社會各界對圖書館及其事業發展的重視，提高了圖書館的社會地位。
亞歷山大圖書館透過文獻的收集、整理與交流等一系列專業化的活動，初步形成圖書館工作專業化。亞歷山大圖書館的文獻目錄編製、二次文獻編撰和利用、古籍的考證與校訂等工作，改變了圖書館作為「文獻倉庫」的歷史，締造了圖書館工作專業化，為其後圖書館工作發展奠定了基礎。
同時，古亞歷山大圖書館力求將當時國內外文獻收集齊全的思想與方法，影響了西方圖書館的藏書建設傳統，對近現代許多規模龐大的大型圖書館的產生有著極大的影響。

### 知識傳播方面
亞歷山大圖書館保留了古代文明歷程中大量的學術著作，聚集了所有可獲得的源頭知識，並把這些知識組織起來用於學術研究。它吸引著眾多的著名哲學家、文學家、科學家和研究者彙集於此，進行知識創造、交流與傳播，成為地中海沿岸科技創新的聖殿與文化繁榮的燈塔。它讓知識跨越了地區的限制，將古代西方科學與神秘的東方文化融合在一起，成為當時世界著名的文獻中心、文化中心和學術交流中心。

### 文化發展與傳承方面
亞歷山大圖書館是古埃及文化、希臘文化、羅馬文化的彙集地和交流場所，容納了多方文化與思想。透過文獻收藏與組織管理，透過與其他周邊國家的文獻交流和翻譯其他語言的著作，積極地促進了多方文化的交流并對世界文化有相當大貢獻。

### 引用
1. ↑  Garland 2008，第61頁.
2. ↑  Tracy 2000，第343–344頁.
3. ↑  Phillips 2010.
4. ↑  MacLeod 2000，第3頁.
5. ↑  Casson 2001，第35頁.
6. ↑  Wiegand & Davis 2015，第20頁.
7. ↑  Garland 2008，第60頁.
8. ↑  Haughton 2011.
9. ↑  MacLeod 2000，第5頁.
10. ↑  大衛·班特利·哈特. . 好讀出版社. ISBN 978-986-178-271-3.

## 延伸閱讀
- The Library of Alexandria: Centre of Learning in the Ancient World. (2000). (2nd ed.). London and New York: I.B. Tauris.
- Brundige, E. (1991). The Decline of the Library and Museum of Alexandria. Retrieved 18 May, 2008, from http://www.digital-brilliance.com/kab/alex.htm（页面存档备份，存于）
- Canfora, L. (1989). The Vanished Library: A Wonder of the Ancient World. (M. Ryle, Trans.). Berkeley: University of California Press.
- El-Abbadi, M. (1992). Life and fate of the ancient Library of Alexandria (2nd ed.). Paris: UNESCO.
- Gibbon, E. (1974). The History of the Decline and Fall of the Roman Empire. Norwalk, Connecticut: The Easton Press.
- Jochum, U. (1999). The Alexandrian Library and its aftermath. Library History, 15, 5-12.
- Orosius, P. (1964). The seven books of history against the pagans (R. J. Deferrari, Trans.). Washington, D.C.: Catholic University of America.
- Parsons, E. A. (1952). The Alexandrian Library. London: Cleaver Hume Press.
- Stille, A. (2002). The Return of the Vanished Library. In Straus & Giroux (Eds.), The Future of the Past. New York: Farrar.

## 外部連結
- 亚历山大图书馆及其传说（页面存档备份，存于），中國網
- 亚历山大图书馆兴衰之谜（页面存档备份，存于），新华网
- Ellen N. Brundige: The Library of Alexandria.
- James Hannam: The Mysterious Fate of the Great Library of Alexandria（页面存档备份，存于）.
- History Magazine: The Great Library（页面存档备份，存于）.
- Papyrus fragment (P.Oxy.1241): An ancient list of head librarians（页面存档备份，存于）.
- The Straight Dope（页面存档备份，存于） Straight Dope Staff Report: "What happened to the great Library of Alexandria?"
- The BBC Radio 4 program In Our Time (BBC Radio 4) discussed The Library of Alexandria 12.03.2009（页面存档备份，存于）
- Friends of the Library of Alexandria（页面存档备份，存于） (official Mexican site)
- Bibliotheca Alexandrina（页面存档备份，存于） (official site)
- The Burning of the Library of Alexandria（页面存档备份，存于）
- Heather A. Phillips, "The Great Library of Alexandria?".  Library Philosophy and Practice, August 2010
- David B. Hart: The Myth of the Great Library（页面存档备份，存于）